# ماغنوس فيرسون
ماغنوس فيرسون (بالسويدية: Magnus Pehrsson)‏ (25 مايو 1976 السويد - ) هو لاعب كرة قدم سويدي، يلعب كلاعب وسط.

## وصلات خارجية
ماغنوس فيرسون على موقع قاعدة بيانات كرة القدم.إي يو (الإنجليزية)
- ماغنوس فيرسون على موقع Soccerbase.com (لاعب) (الإنجليزية)